# Paulingite-Ca
La paulingite-Ca è un minerale.

## Etimologia
Il nome è in onore del chimico e fisico statunitense Linus Pauling (1901-1994).